# Robina Thomson Cameron
Robina Thomson Cameron (* 15. April 1892 in Edinburgh, Schottland; † 28. Juni 1971 in Rotorua) wirkte in Neuseeland als Krankenschwester, Gemeindeschwester, Gemeindevorsteherin, Pflegeinspektorin und in England als Anwerberin für Pflegeberufe in Neuseeland.

## Frühes Leben
Robina Thomson Cameron wurde am 15. April 1892 als Tochter und eines von acht Kindern der Eheleute Jane Thomson und des Schmiedes James Cameron in Edinburgh in Schottland geboren.

## Neuseeland
1911 emigrierte Robina mit ihren fünf Schwestern nach Neuseeland, wo sie selbst eine Ausbildung zur Krankenschwester im Cook Hospital in Gisborne an der Ostküste der Nordinsel antrat, die sie 1915 abschloss und in ihrem Beruf zunächst mit einem Jahresgehalt von 45 £ arbeitete.

## England
Kurze Zeit nach ihrer Ausbildung beschloss Robina, nach England zu gehen und während des Ersten Weltkriegs im Queen Alexandra’s Imperial Military Nursing Service ihren Dienst zu tun. Über die Organisation wurde sie für ein Jahr im No1 War Hospital im Reading, westlich von London eingesetzt. Danach wurde sie nach Kairo geschickt und gehörte zu den ersten Krankenschwestern, die über den Suezkanal hinweg in das Gebiet von Palästina versetzt zum Einsatz kamen. Sie war in der Wüste der Sinai-Halbinsel über 13 Monate in einem Krankenhaus für Massagen und elektrische Behandlungen zuständig. Später arbeitete sie in Gaza und Jerusalem und gehörte seinerzeit zum ersten Lazarettzug, der die Stadt erreichte. Am 3. April 1919 wurde sie für ihre Verdienste während des Krieges mit dem Royal Red Cross ausgezeichnet.

## Neuseeland
Als Robina 1919 wieder nach Neuseeland zurückkehrte, fand sie eine Anstellung über das Gesundheitsministerium in Opotiki im Nordosten der Nordinsel. Dort sollte sie als Krankenschwester für die Māori arbeiten. Über elf Jahre reiste sie per Pferd von der kleinen Siedlung Waimana, südwestlich von Opotiki bis Cape Runaway, rund 80 km östlich ihrer Station. Zwischendurch reiste sie im Jahr 1922 einmal nach Christchurch, um dort im St. Helens Hospital ihre Zulassung als Hebamme zu bekommen.
1931 wurde sie zur Bezirkskrankenschwester in Rotorua ernannt und musste ein Gebiet abdecken, das sich von Whakatāne bis Taupō erstreckte und westlich bis nach Putāruru reichte. Für die Reisen stand ihr ein Ford Modell T zur Verfügung. Um die Māori-Frauen in ihrem Bezirk in Bezug auf Gesundheit, Hygiene und Hausarbeit zu unterrichten, beriet sie sich zuerst mit den Chiefs der Māori und mit deren Unterstützungen organisierte sie Treffen in den Krankenhäusern der Gegend oder in den Marae der Māori. Aus ihrer Initiative hin wurden Frauenkomitees gebildet und nach und nach verbesserte sich auch der Gesundheitszustand der Frauen in ihrem Einzugsgebiet. Auf einer großen Hui (Versammlung der Māori) im Tunohopu Marae im Stadtteil Ōhinemutu von Rotorua wurde dann am 2. September 1937 die Te Ropu o te Ora (Women's Health League) gegründet, deren Präsidentin Robina wurde und das Amt ihr Leben lang behielt. Der Einfluss der Organisation dehnte sich aus, die Mütter- und Säuglingssterblichkeitsrate ging zurück und nachdem Robina an den Schulen Impfungen durchführen konnte, wurde auch das Typhus in der Gegend beseitigt. Auch Themen wie Säuglingspflege und -ernährung, Ernährung im Allgemeinen, die Wohnverhältnisse, übermäßiger Alkoholkonsum und die Erhaltung der Kunst und des Kunsthandwerks der Māori wurden von der Women's Health League behandelt. Robina setzte sich für kostenlose Milch in den Schulen der Māori ein und für einen Unterricht der Sprache der Māori. Des Weiteren war es ihr wichtig, dass die Gemeinschaft zwischen Māori- und Pākehā-Frauen (Frauen europäischer Abstammung) gefördert wurde.
1939 wurde Robina zur Inspektorin für Krankenschwestern berufen und musste dafür ihren Sitz nach Hamilton verlegen. Zwei Jahre später wurde sie nach Auckland berufen und dort zum Senior Nurse Inspector befördert. Dort blieb sie bis 1947.

## England
Im Mai 1941 bekam Robina vom Ministry of Works die Aufgabe nach London zu reisen und dort eine Einwanderungskampagne für Krankenschwestern, Pflegehelferinnen und Hausangestellte zu organisieren. Sie blieb acht Jahre.

## Neuseeland
Nach ihrer Rückkehr nach Neuseeland setzte sich Robina zur Ruhe und zog im Jahr 1955 wieder nach Rotorua. Doch ihr Engagement für die Women's Health League blieb. So wehrte sie auch einen Versuch der neuseeländischen Regierung ab, die League unter ihre Kontrolle zu bekommen. Robina war der Meinung, die League sollte frei und unabhängig bleiben und agieren können. Das blieb sie dann auch. Robina setzte ihre Arbeit für die League fort und widmete sich ihr bis zu ihrem Tod.
Robina Thomson Cameron verstarb am 28. Juni 1971 im Alter von 79 Jahren in Rotorua.
1986 wurde das Nurse Cameron Memorial Health Centre im Tunohopu Marae in Ohinemutu eröffnet.

## Ehrungen
- ???? – British War Medal
- ???? – Victory Medal
- 1919 – Royal Red Cross
- ???? – Queen Alexandra’s Imperial Military Nursing Service Reserve Qualification Badge
- ???? – NZ Registered Nurse Five Pointed Star Medal
- 1938 – Member of the British Empire (MBE)